# Maryse Justin
Maryse Justin, po mężu Pyndiah (ur. 25 sierpnia 1959, zm. 25 września 1995) – maurytyjska lekkoatleta, olimpijka.

## Kariera
Uczestniczka Letnich Igrzysk Olimpijskich 1988, podczas których wystartowała wyłącznie w biegu maratońskim. Z wynikiem 2:50:00 zajęła 51. miejsce wśród 64 zawodniczek, które dobiegły do mety. Zgłoszona była również do biegu na 10 000 m, jednak nie pojawiła się na starcie tej konkurencji.
Wielokrotnie stała na podium imprez rangi międzynarodowej. Brązowa medalistka Igrzysk Frankofońskich 1989 w maratonie (2:54,50) i srebrna medalistka Mistrzostw Afryki 1992 w chodzie na 5000 m (25:11,95). Ma także w dorobku dwa złote medale zdobyte indywidualnie podczas igrzysk wysp Oceanu Indyjskiego. W biegu na 3000 m zwyciężyła podczas igrzysk w 1985 roku (10:09,82), natomiast w maratonie wygrała w 1990 (3:02:36). Indywidualnie osiągnęła przynajmniej siedem tytułów mistrzyni kraju: dwa w biegu na 1500 m (1984, 1985), cztery w biegu na 3000 m (1983, 1984, 1985, 1988) i jeden w półmaratonie (1993).
Zmarła w 1995 roku w wyniku nowotworu. Jeden ze stadionów na Mauritiusie został nazwany jej imieniem.
Rekordy życiowe: bieg na 10 000 m – 36:29,25 (1988), maraton – 2:48:40 (1988). W 2017 roku były to aktualne rekordy kraju. 